# Chiesa dei Santi Giovanni e Marziale
La chiesa dei Santi Giovanni e Marziale, o chiesa di San Marziale, è una chiesa cattolica situata a Breonio, frazione di Fumane in provincia di Verona; è sussidiaria della parrocchiale di San Marziale in Santa Maria Regina e fa parte della diocesi di Verona.

## Storia

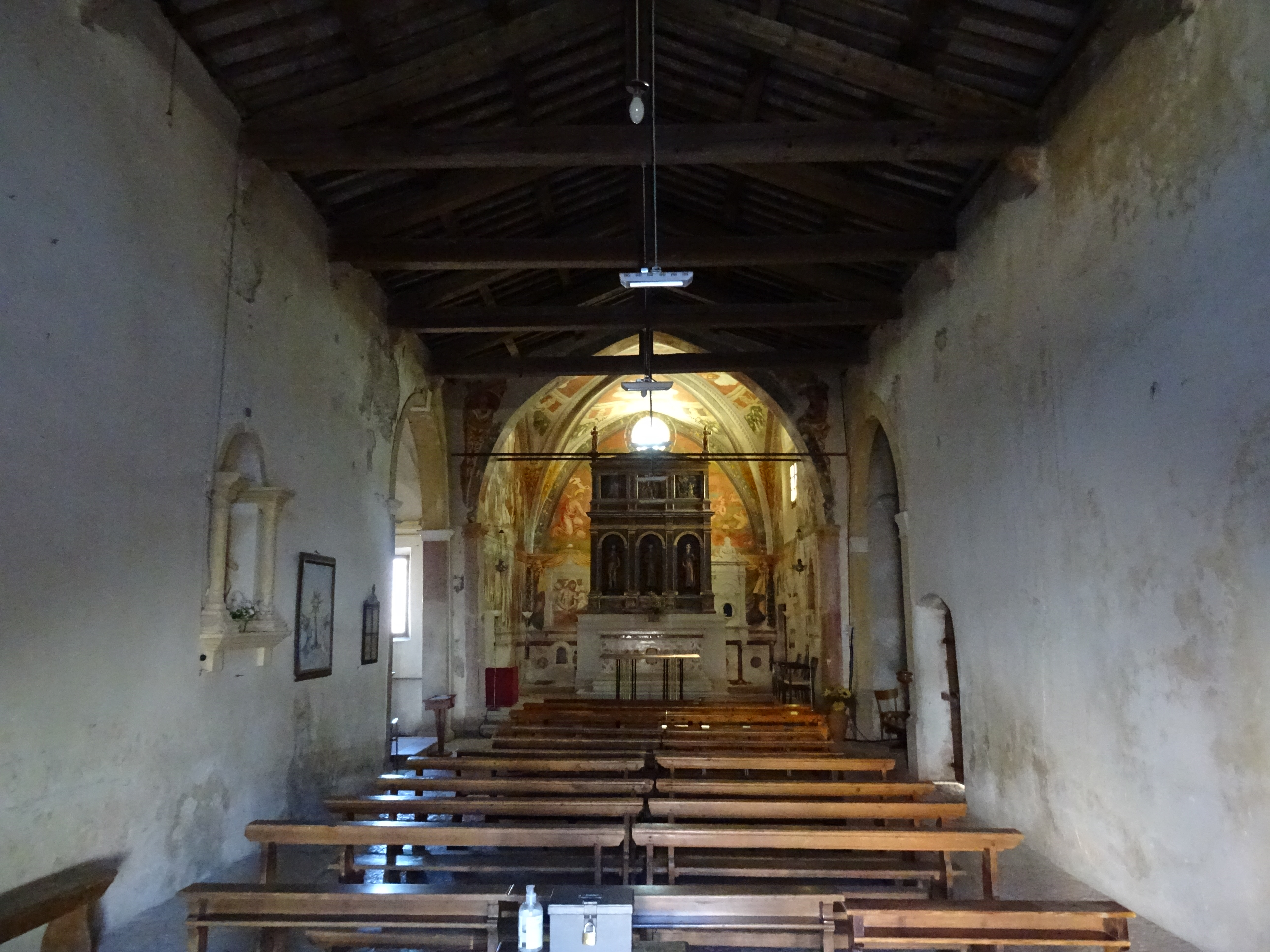
Interno

Una prima chiesa sul posto sorse tra il XII e il XIII secolo; la sua presenza è documentata sin dagli anni 1210, in una serie di atti riguardanti una disputa sulle decime del fieno per i prati del luogo, ed è poi citata direttamente nel 1268 col titolo di Sancti Marciani. Tuttavia null'altro si sa di questo edificio che, all'epoca di una visita pastorale di Ermolao Barbaro del 1458, stava venendo ampliata, se non totalmente ricostruita; questi lavori vennero completati probabilmente nel 1493, data che appare su un architrave.
Tutta la zona del presbiterio e dell'abside venne affrescata a più riprese nel corso del Cinquecento, sovrapponendo gli strati di pittura (che vennero in seguito anche scialbati, per poi essere ripristinati nel 1964), e contemporaneamente venne anche arricchita di altre opere d'arte di alta qualità: questo notevole miglioramente artistico è dovuto probabilmente alla nobile famiglia Maffei, che aveva diritti feudali su Breonio e un cui membro, il reverendo Paolo Maffei, fu parroco della chiesa nei primi decenni del Cinquecento.
La chiesa, parrocchiale sin dal 1454, verso la metà del XVIII secolo era considerata troppo piccola per le esigenze della popolazione; venne quindi sostituita dalla chiesa di San Marziale, consacrata nel 1835; negli anni 1950 questa nuova chiesa venne parzialmente demolita e a sua volta rimpiazzata dalla nuova parrocchiale di San Marziale in Santa Maria Regina. Tra il 1965 e il 1975, nella chiesa antica è stato realizzato l'adeguamento liturgico, con l'aggiunta dell'altare verso il popolo e di altri arredi, e nel 2000 sono stati restaurati gli affreschi, con il contributo della Soprintendenza ai Beni Artistici e Storici di Verona.

## Descrizione

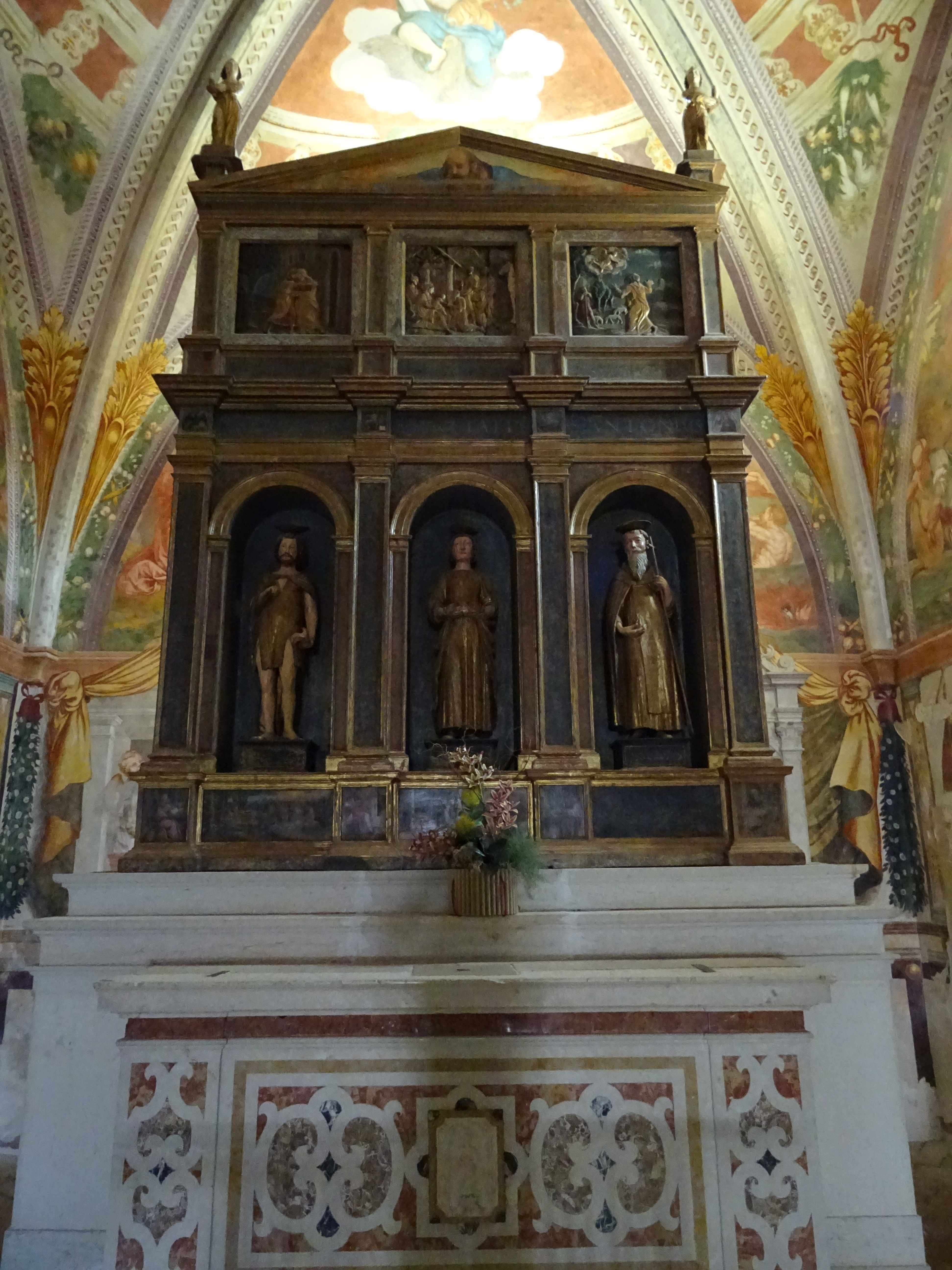
L'altare maggiore con il polittico ligneo

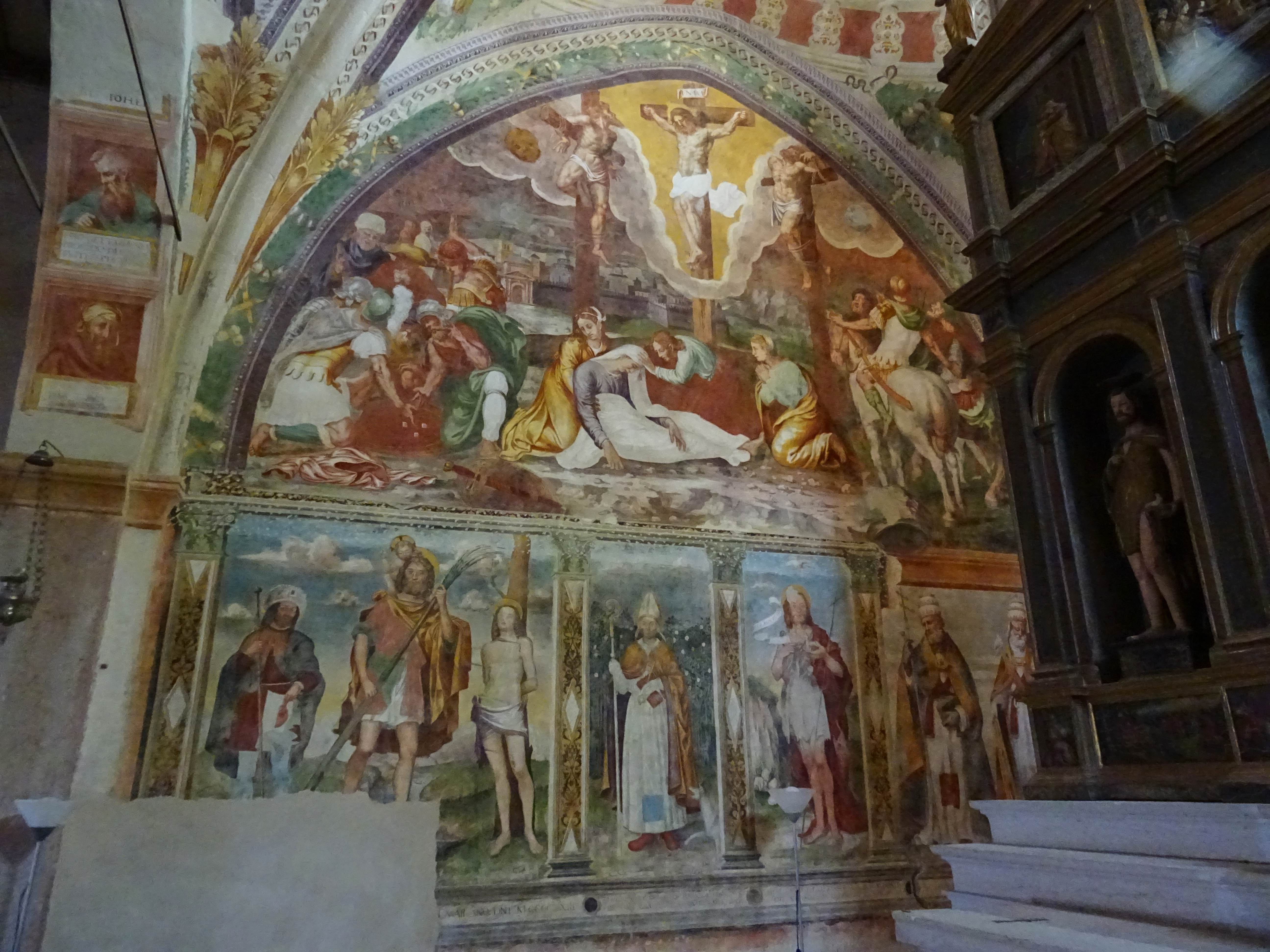
Affreschi sulla parete sinistra del presbiterio

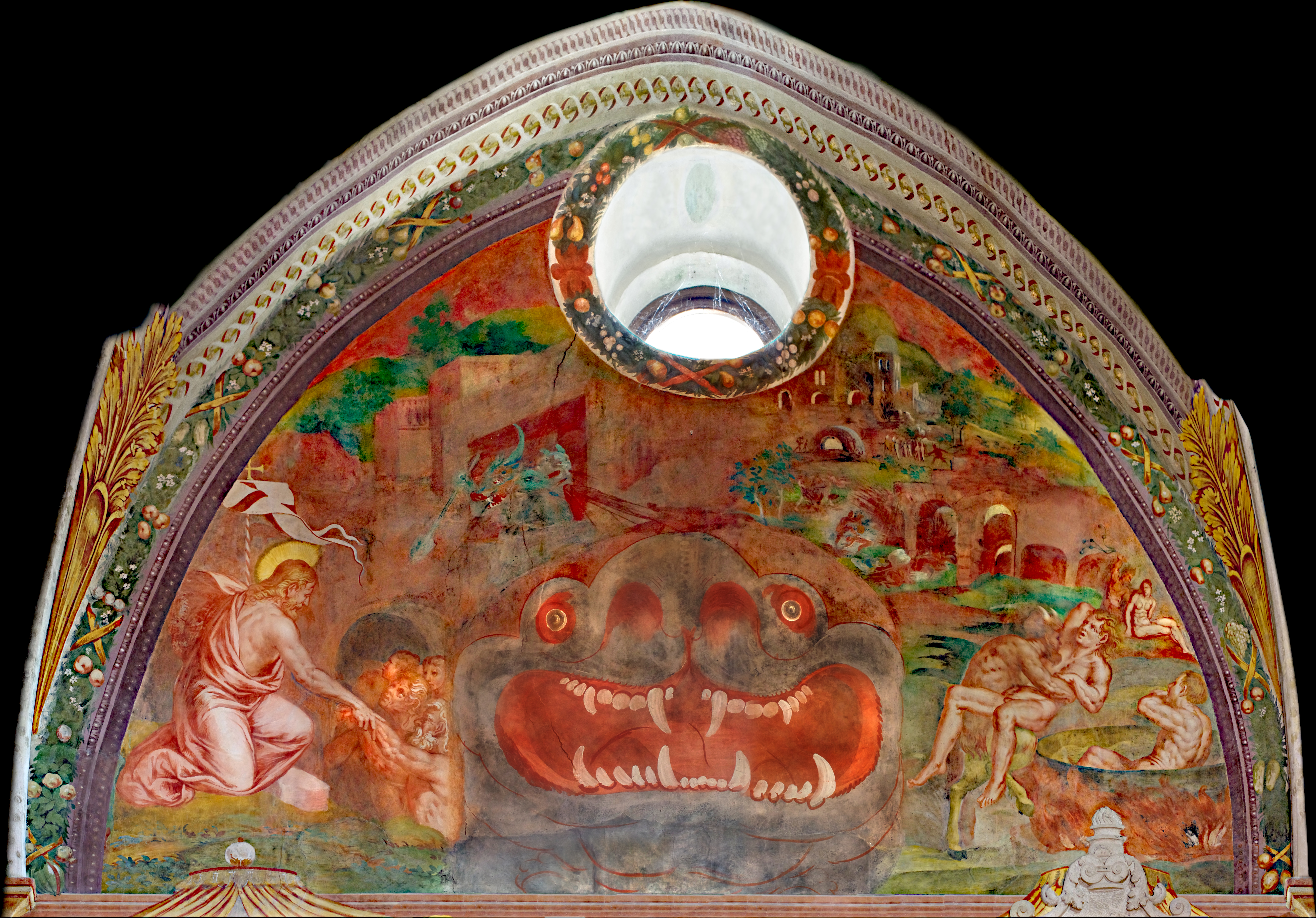
Affresco di Cristo al limbo sulla parete di fondo

### Esterno
La chiesa, di forme romaniche, si trova nel centro storico del paese di Breonio, orientata verso ovest; è costituita da due corpi di fabbrica congiunti (corrispondenti alla navata e al presbiterio), realizzati in lastame di pietra calcarea locale, legato con malta di calce, con grossi blocchi di pietra angolari; la parte presbiteriale è decorata con un motivo ad archetti pensili in mattoni di laterizio. L'edificio si presenta con facciata a capanna, aperta dal portale d'ingresso in pietra della Lessinia e, in alto al centro, da un oculo tamponato; sul colmo del tetto svetta una piccola croce in ferro.
Dalla fiancata sinistra emerge il volumi della semicappella, mentre il lato destro della chiesa, con i volumi dell'altra semicappella e della sagrestia, è addossato all'antica casa canonica. Sulla falda meridionale del tetto si eleva un piccolo campanile a vela, posto all'altezza dell'arco santo.

### Interno
L'ingresso alla chiesa avviene tramite una bussola lignea, scendendo due gradini. Un portale laterale, preceduto da tre gradini discendenti, è presente anche sul fianco sud. All'interno è presente un'unica navata, con copertura a due falde con capriate e travature in legno a vista, pavimentata con lastre di pietra calcarea chiara della Lessinia. A differenza del presbiterio, la navata è spoglia, punteggiata da occasionali lacerti di affresco e con una piccola nicchia al centro della parete nord, ospitante una statuina della Vergine. Due semicappelle si affacciano ai lati dell'aula, vicino al presbiterio; quella settentrionale ospita un alterale laterale dedicato alla Madonna. 
Il presbiterio è rettangolare, rialzato di due gradini e voltato a crociera, con costoloni poggianti su peducci pensili e pavimentato con pianelle di cotto rettangolari disposte a spina di pesce; è introdotto dall'arco santo ogivale, poggiante su piedritti in marmo rosso e stretto tra due tiranti, ed è illuminato da un singolo oculo sulla parete di fondo. 
Notevole è il polittico ligneo a due ordini conservato sull'altare maggiore, realizzato nel 1535 circa da Francesco Badile, forse aiutato da suo nipote Antonio: l'ordine principale è costituito da tre nicchie separate da lesene, contenenti le statue dei santi Giovanni Battista, Marziale e Antonio abate: esse poggiano su altrettante predelle decorate da immagini abbinate (la predica del Battista, un miracolo di san Marziale e le tentazioni di sant'Antonio), intervallate dai quattro plinti delle lesene raffiguranti dottori della Chiesa. Sopra alle nicchie sono scritti i nomi dei santi, anche questi intervallati da quattro tavolette con i simboli degli evangelisti. Sopra si trova il secondo ordine, anch'esso tripartito da lesene e formato da tre formelle intagliate e policromate, raffiguranti le scene dell'incontro di Gioacchino e Anna, dell'adorazione dei Magi e dell'annuncio ai pastori. Il polittico si conclude con il timpano triangolare, decorato da un'immagine di Dio Padre e da due angeli portacandela.

#### Affreschi
Nella zona absidale e presbiteriale sono presenti due cicli di affreschi, entrambi cinquecenteschi, riportati interamente alla luce nel 1964 e poi restaurati nel 2000. I più antichi sono quelli attribuiti a Francesco Morone (o alla sua scuola), realizzati tra il 1510 e il 1513, che sono riquadri votivi con figure di santi: sulla parete sinistra, santi Rocco, Cristoforo e Sebastiano (maggio 1513), san Marziale (12 maggio 1513, commissionato da una tal Dorotea, moglie di Francesco De Ioanegrando), san Giovanni Battista (1513, offerto da Francesco Marchioris de Bonatis); sulla parete destra sopravvive solo il riquadro con sant'Agapito (10 maggio 1510, commissionato da un tal Battista quondam Giovanni Graziadei). 
Tutti gli altri affreschi sono databili alla seconda metà del Cinquecento, e coprono parzialmente quelli più vecchi: l'autore, ignoto, era inizialmente identificato con Domenico Brusasorzi o con la sua scuola, ma su quest'attribuzione sussistono fortissimi dubbi. I soggetti sono: il riquadro con santi Silvestro e Gregorio e la crocifissione di Cristo con sfondo di città murata (forse Verona) sulla parete sinistra; nel lunettone di quella destra, tagliato dalla finestra, la resurrezione di Cristo; sulla parete dietro l'altar maggiore, un Ecce Homo in basso a sinistra, un finto tendaggio attorno al tabernacolo degli olii in basso a destra, e sopra a questi la discesa di Cristo al limbo, con un imponente "orco" che simboleggia l'inferno; nelle vele della volta, i quattro evangelisti; sull'intradosso dell'arco santo, i busti dei profeti.